# Popis povijesnih jezika po kodnim nazivima
Popis povijesnih jezika po kodnim nazivima
akk
ang
aoq
arc
aru
atc
axm
bue
caj
chb
cjr
cmg
cmk
cmm
cms 
cnx
crb
czk
dlm
dum
ecr
ecy
egy
elx
emm
emy
enm
esm
etc
ett
frm
fro
srednjovisokonjemački jezik gmh
gml 
gmy
gnc
goh
got
hit
hlu
hmk
htx
iml
ims
imy
inm
jpa
kaw
lab
lng
lre
ltc
mga
mtm
ndf
nei 
non 
nrc 
nrp 
nrt
nwx
nwy 
nxm
oar 
oav 
obm
obr
obt
och 
oco 
odt
ofs  	 
oge
oht
ohu  	 
ojp
okm
oko 
omc
omk
omn
omp 
omr 
omx
onw
oos 
orv 
osc 
osp 
osx 
otb
otk
oty 
oui 
owl 
pal 
peo 
pgn  
phn
pka
pkc
plq  	 
pmh 
pmk 
pro
psu 
pyx
qwm
qwt
sbv  
scx
sga
sog
spx
sux
svx 
sxc 
sxk  	 
sxl 
sxo
tjm 
txb 
txg 
txh 
txr
uga
umc
wlm
xaa
xad
xae
xag
xap
xaq
xbc
xbm 
xbo
xcb
xcc
xce
xcg
xch
xcl
xcm
xcn
xco
xcr
xct
xcu
xcv
xcw
xcy
xdc
xdm
xdr
xeb
xep
xfa
xga
xgf
xgl
xgr
xha
xhc
xhd
xhr
xht
xhu
xib
xil
xiv
xlb
xlc
xld
xle
xlg
xli
xln
xlo
xlp
xls
xlu
xly
xme
xmk
xmn
xmr
xna
xng
xno 
xpc
xpg
xpi 
xpm
xpo 
xpp  	 
xpr 
xps
xpu
xpy 
xqa 
xqt 
xrm
xrn 
xrr 
xrt 
xsa 
xsc
xsd 
xsk 
xso
xss 
xsv
xtg 
xto
xtq
xtr 
xtz 
xum
xup
xur 
xve 
xvn 
xvo  	 
xvs 
xwc 
xwo 
xwp
xzh
xzm
xzp
ykx 
yms 
ymt
ysc 
yug
zkb
zkg
zkh
zkk
zko
zkt
zku
zkv
zkz
zra
zsk

## Vanjske poveznice
- Ancient and Extinct languages in the ISO 639-3 Standard  Arhivirana inačica izvorne stranice od 5. travnja 2005. (Wayback Machine)